# Dusi (köping i Kina)
Dusi (kinesiska: 都司镇, 都司) är en köping i Kina. Den ligger i provinsen Shandong, i den östra delen av landet, omkring 190 kilometer sydväst om provinshuvudstaden Jinan. Antalet invånare är 31441. Befolkningen består av 15 958 kvinnor och 15 483 män. Barn under 15 år utgör 20,0 %, vuxna 15-64 år 68 %, och äldre över 65 år 10,0 %.
Genomsnittlig årsnederbörd är 726 millimeter. Den regnigaste månaden är juli, med i genomsnitt 208 mm nederbörd, och den torraste är januari, med 4 mm nederbörd.